# Devalliet Mugello
‌
La Mugello est un roadster deux-places de la manufacture d’automobile française Devalliet produite à partir de 2021 à raison de quinze exemplaires par an. La Mugello est le premier véhicule produit par le constructeur fondé par Hervé Valliet, dirigeant d'une entreprise spécialisée dans la conception et la production de tôlerie fine à destination de l’industrie.

## Présentation

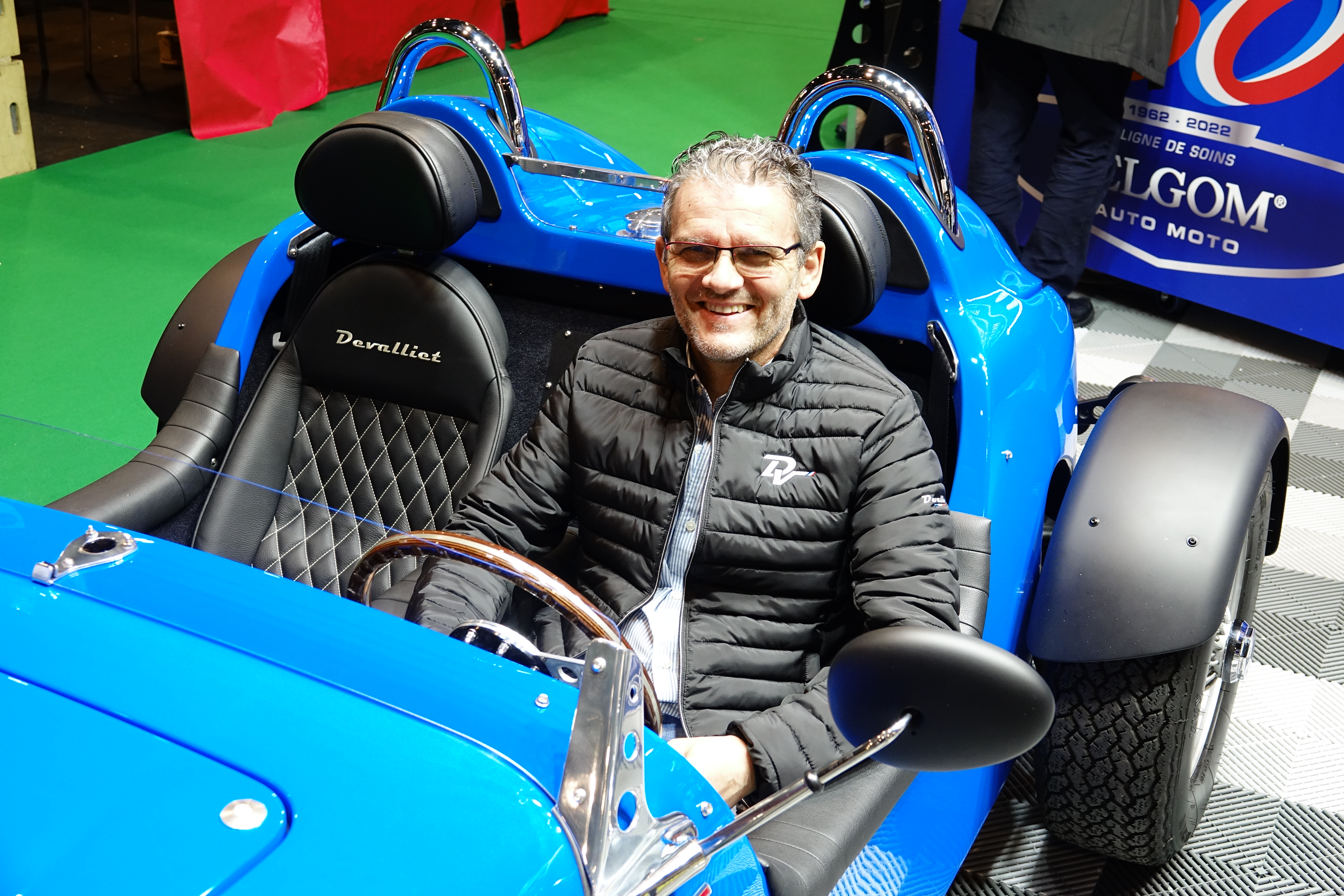
Hervé Valliet, fondateur de Devalliet.

La Devalliet Mugello est présentée en novembre 2019 au salon Époqu'auto à Lyon.
La Mugello est produite dans les ateliers Devalliet à Tullins située dans le département de l'Isère. Son nom s'inspire du circuit automobile du Mugello situé dans la région du même nom au nord-nord-est de la ville de Florence en Italie.
La série limitée "Grand prix", version monoplace de la 375F, est présentée le 7 novembre 2024.

### Design
La Mugello s'inspire des monoplaces de courses des années 1950 avec une ligne néo-rétro. Le modèle existe en mono-couleur (F) ou bi-colore (S).

Mugello 375F au salon Rétromobile 2022
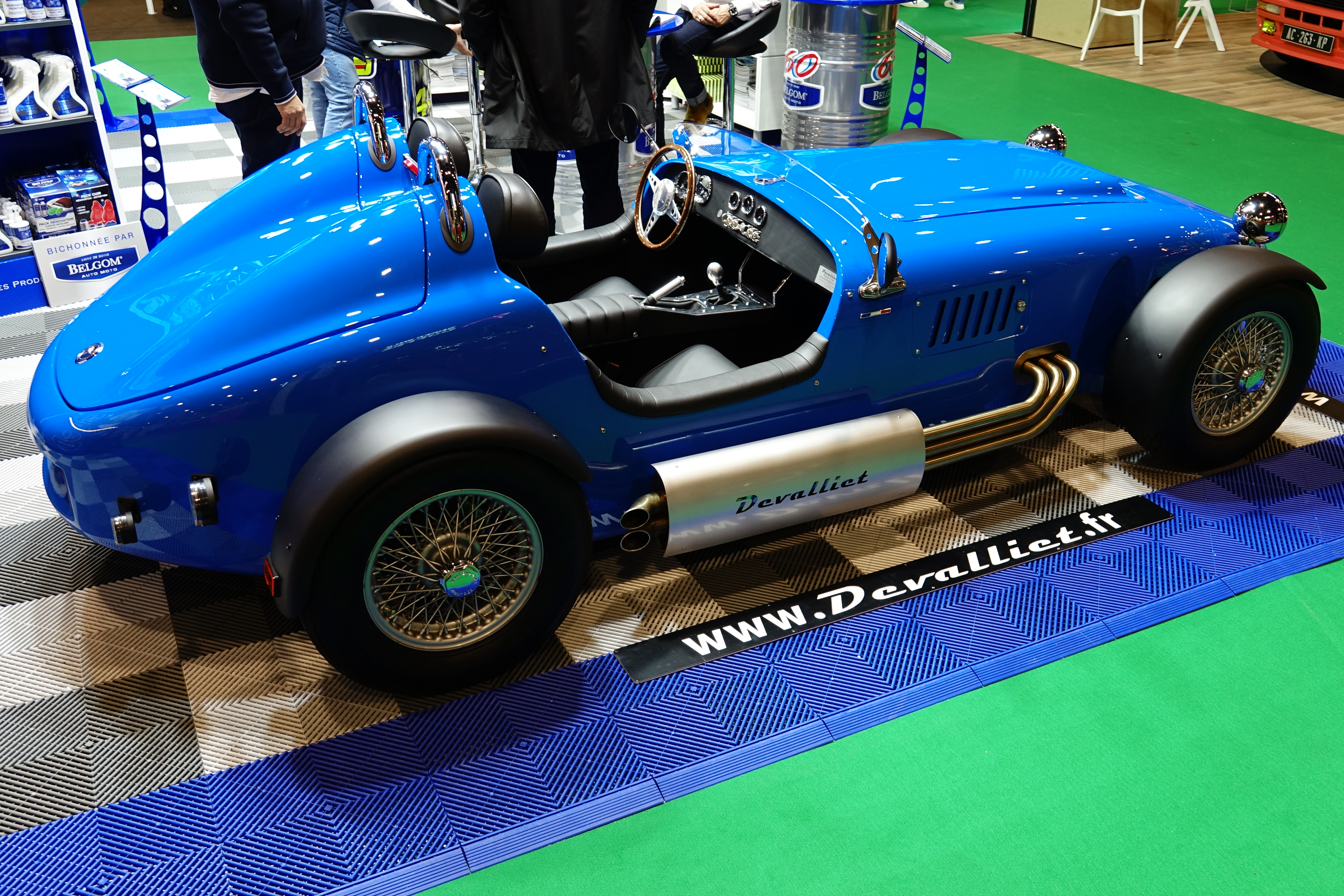
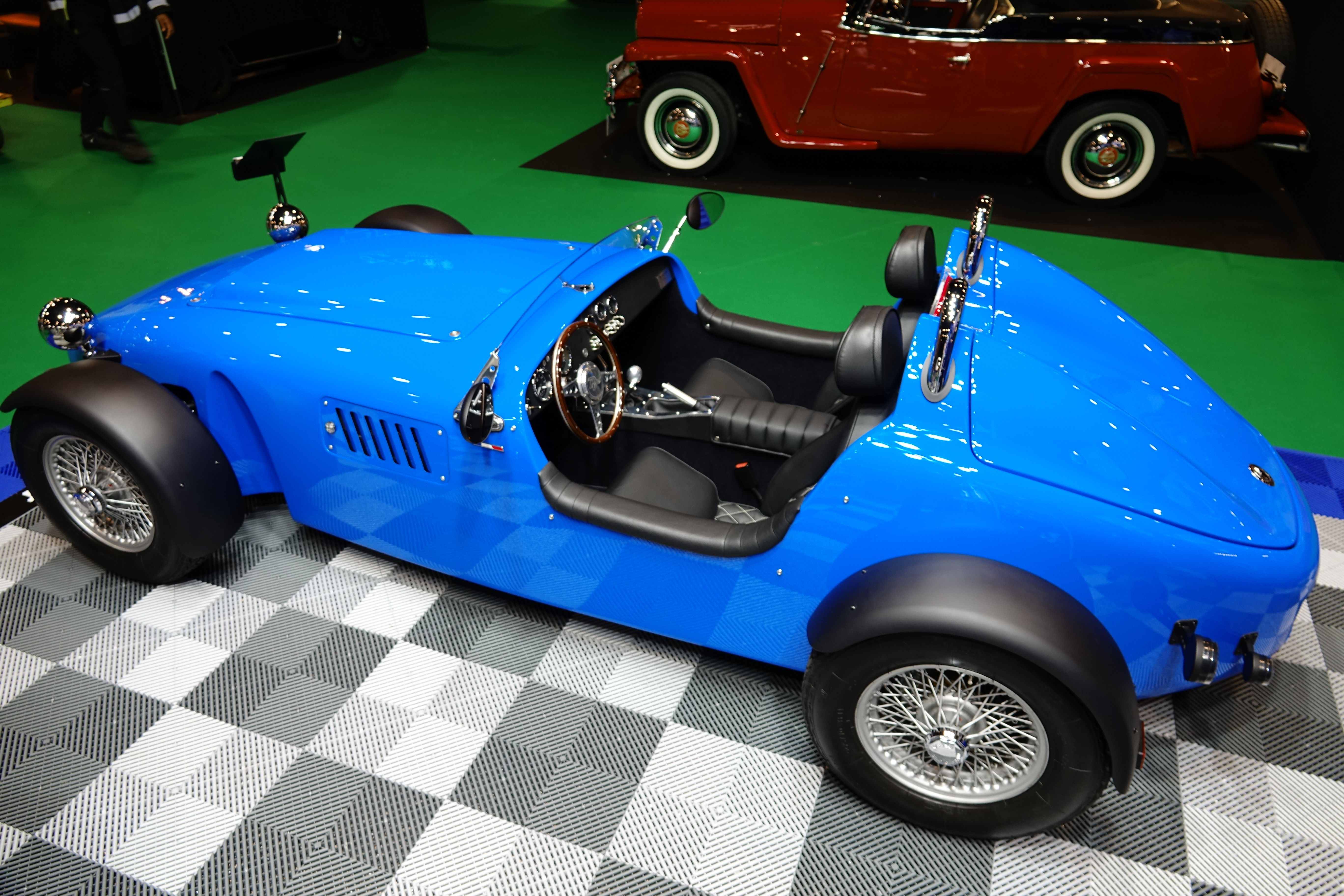
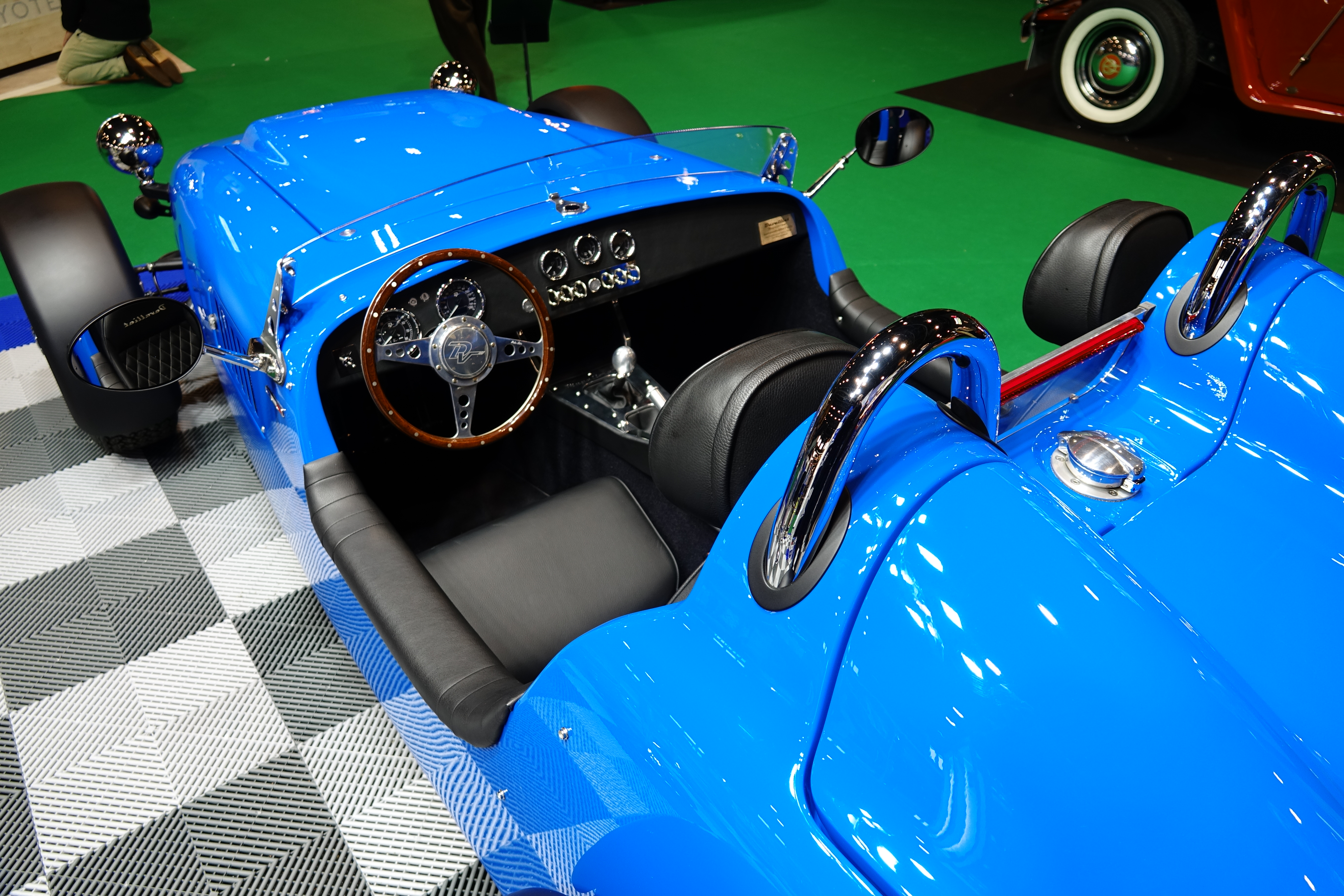
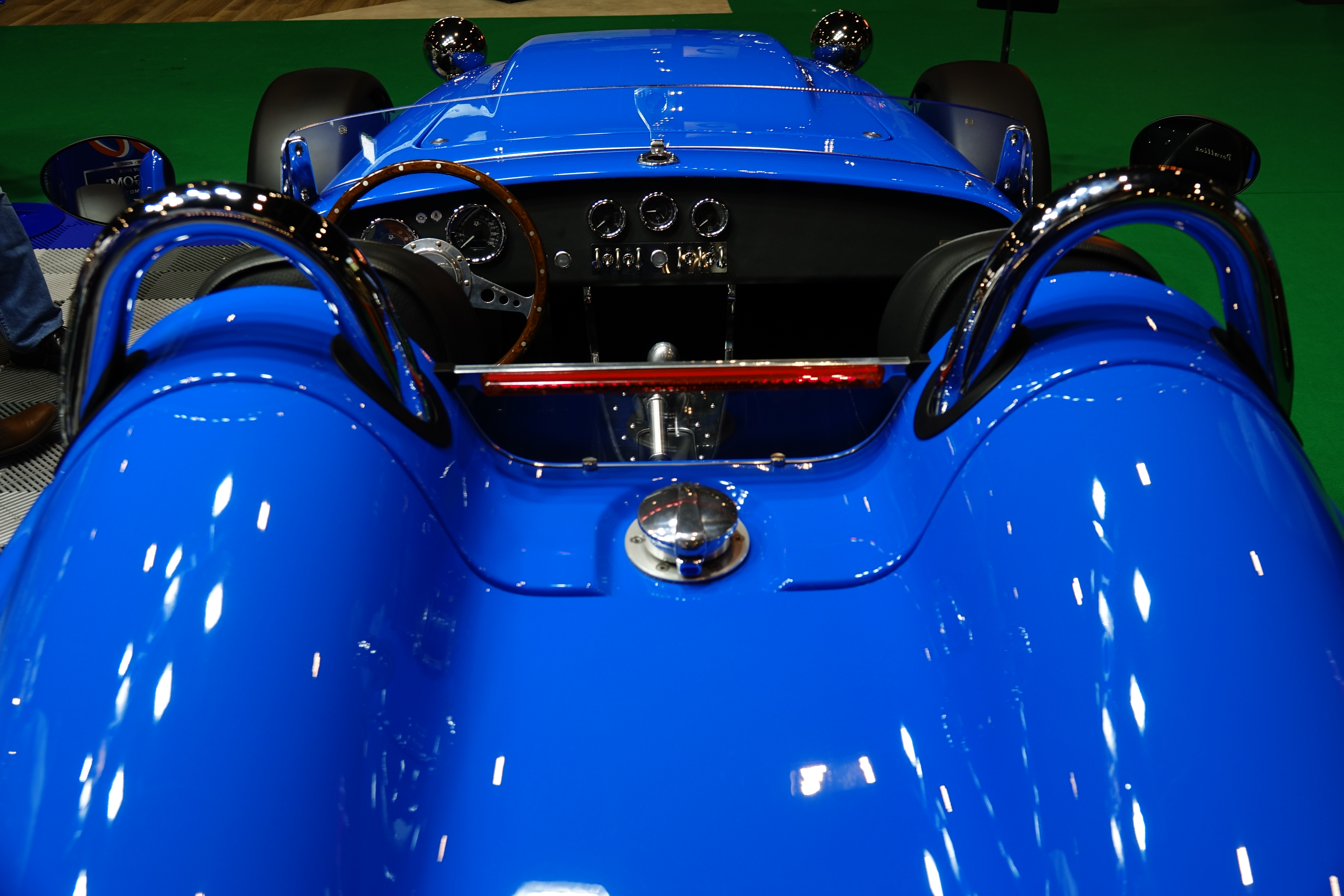
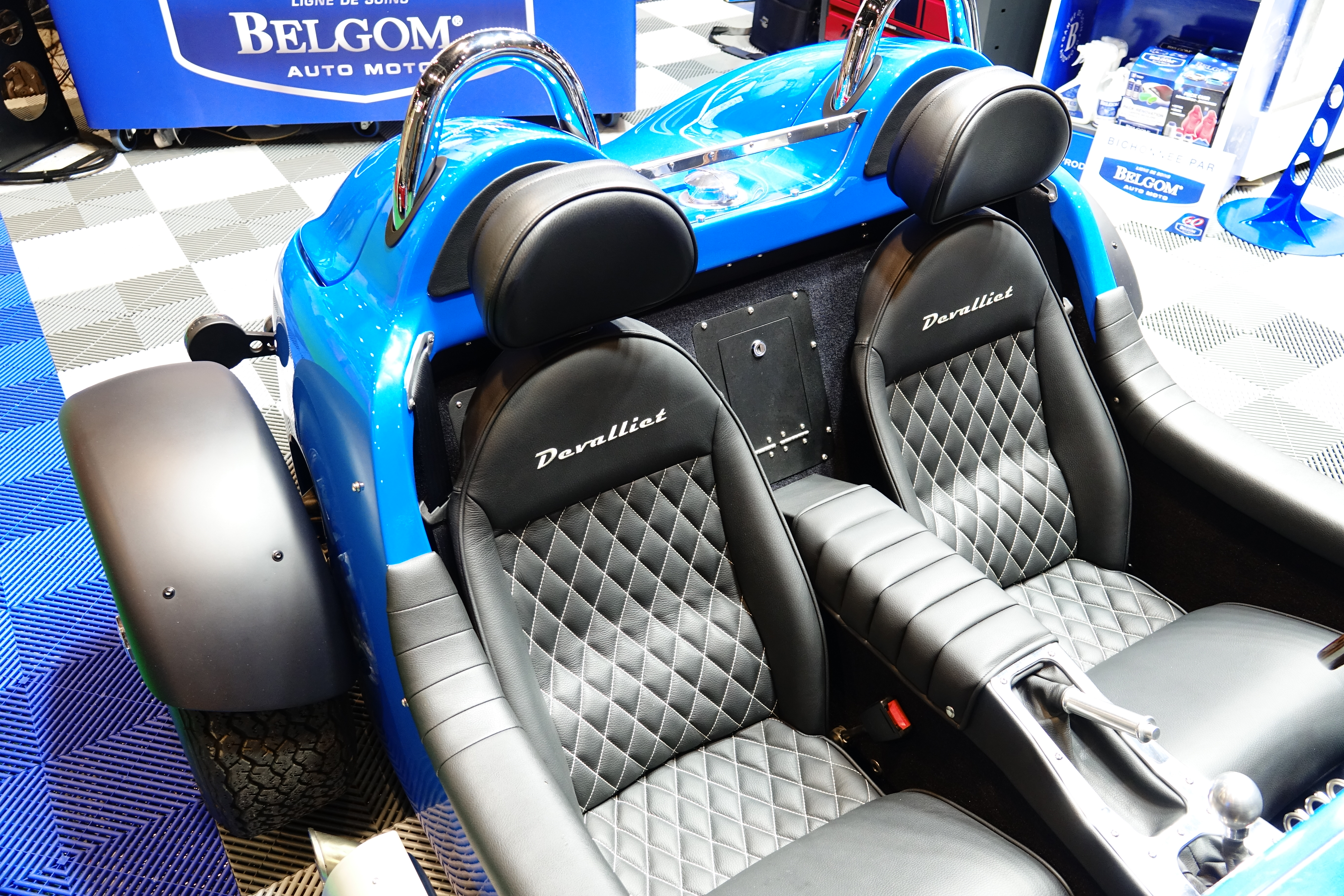

## Caractéristiques techniques
À l'origine, deux motorisations sont initialement prévues : la Mugello 260 et la Mugello 375, dotées de moteurs essence Puretech d'origine Peugeot, équipant respectivement la 208 GT pour le 3-cylindres 1,2 litre et la 308 GTI pour le 4-cylindres 1,6 litre.
Finalement, seule la version quatre cylindres (Mugello 375) sera produite.

### Motorisations
| Version                      | 260F/S                        | 375F/S                        |
| ---------------------------- | ----------------------------- | ----------------------------- |
| Architecture moteur          | 3-cylindres en ligne          | 4-cylindres en ligne          |
| Désignation moteur           | EB2DTS                        | EP6FADTX                      |
| Alimentation                 | Turbocompressé                | Turbocompressé                |
| Cylindrée (cm3)              | 1199                          | 1598                          |
| Puissance maximale (ch) [kW] | 130 [96]                      | 225 [164]                     |
| au régime de (tr/min)        | 5 500                         | 5 500                         |
| Couple maximal (N m)         | 230                           | 300                           |
| au régime de (tr/min)        | 1 750                         | 2 250                         |
| Transmission                 | Propulsion                    | Propulsion                    |
| Boîte de vitesses            | Manuelle à 5 rapports (Mazda) | Manuelle à 6 rapports (Mazda) |
| Vitesse maximale (km/h)      |                               | 240                           |
| 0-100 km/h (s)               | 5,9                           | 4,6                           |
| Consommation (L/100 km)      | 3,9                           | 5,2                           |
| Émissions de CO2 (g/km)      | 120                           | 127                           |
| Capacité du réservoir (L)    | 34                            | 34                            |
| Dimensions des pneumatiques  | 205/70 R14                    | 205/70 R15                    |
| Masse à vide (kg)            | 660                           | 680                           |
| Norme environnementale       | Euro 6.3C                     | Euro 6.3C                     |

Mugello 375F au Le Mans Classic 2023
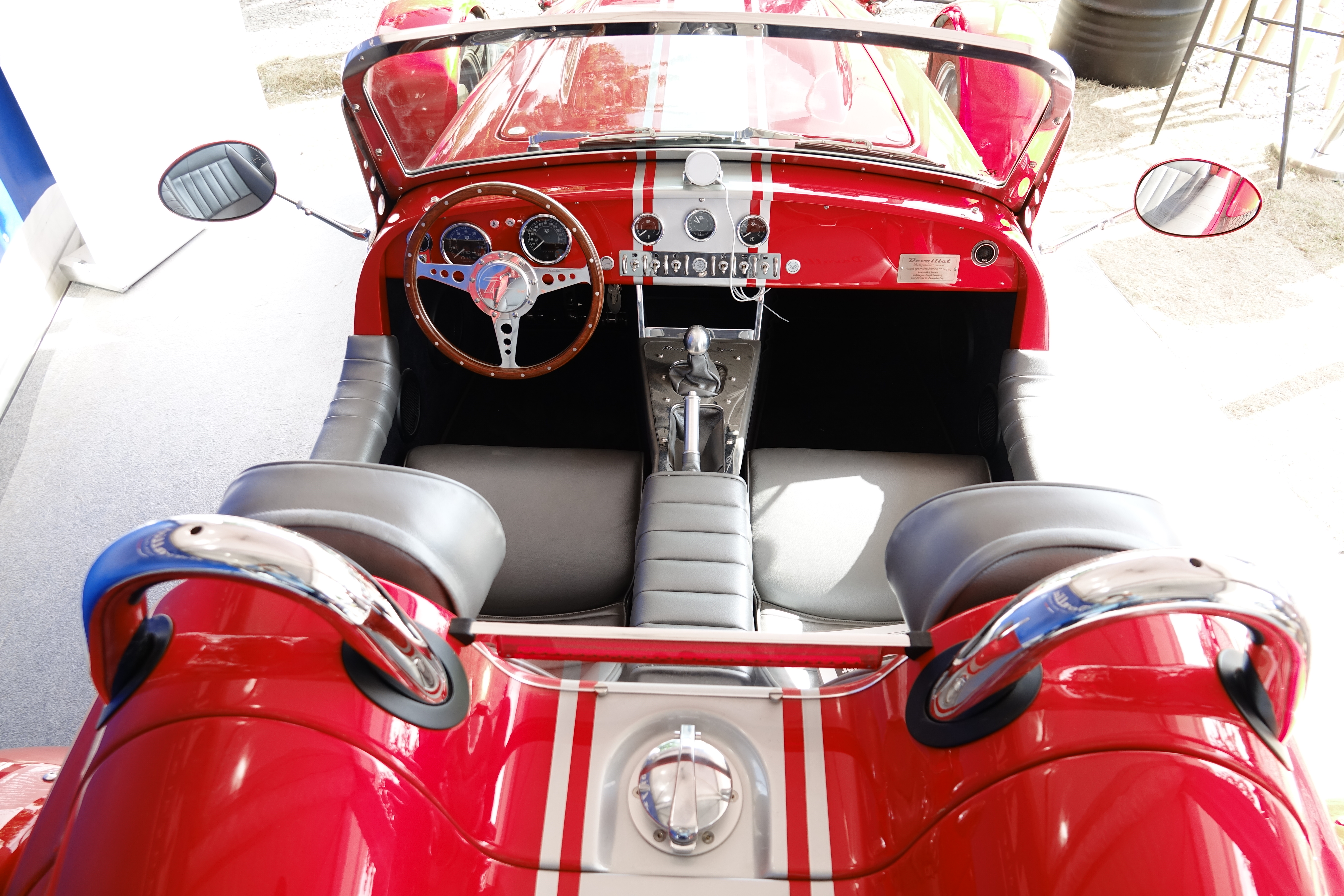
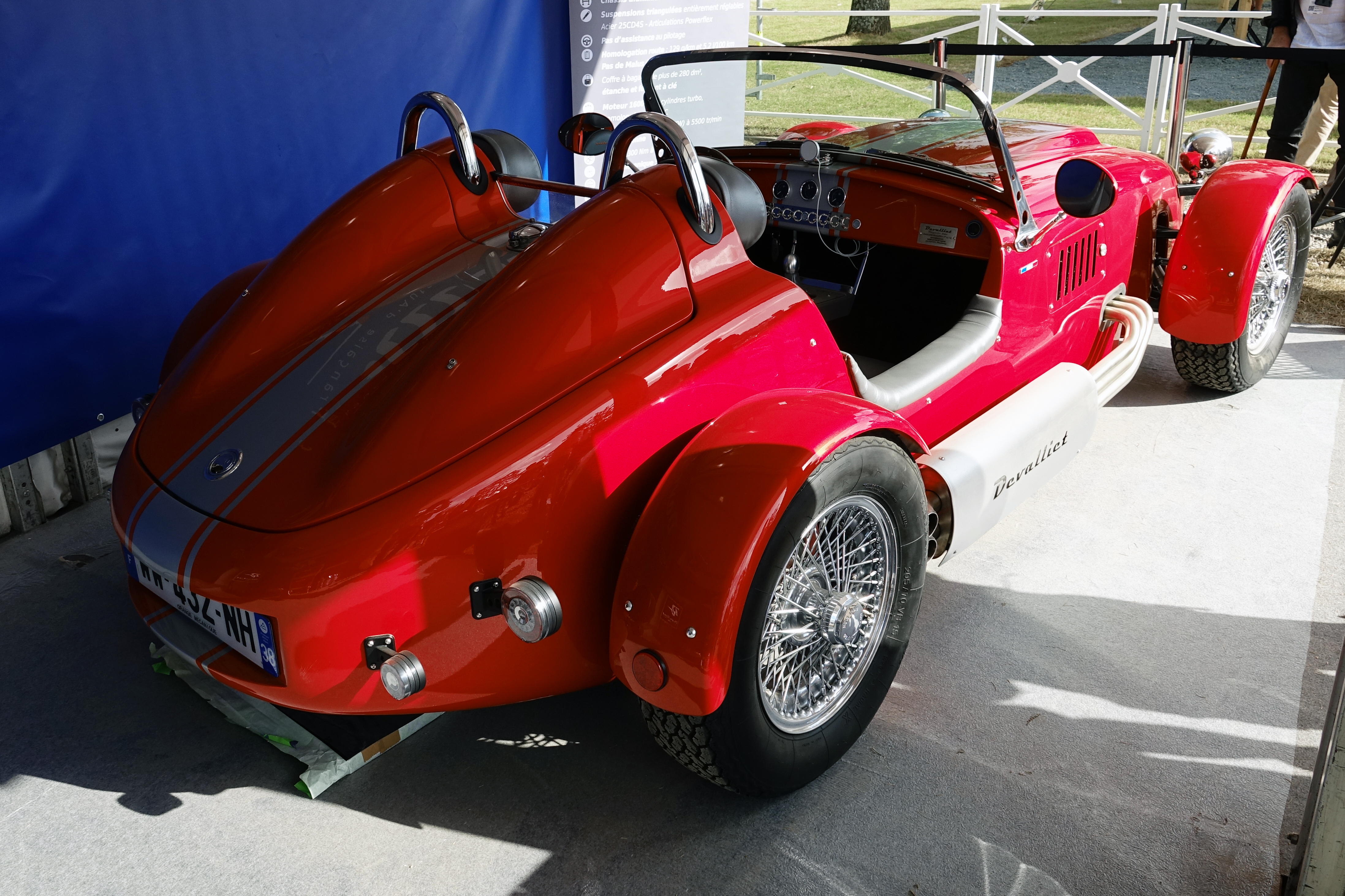
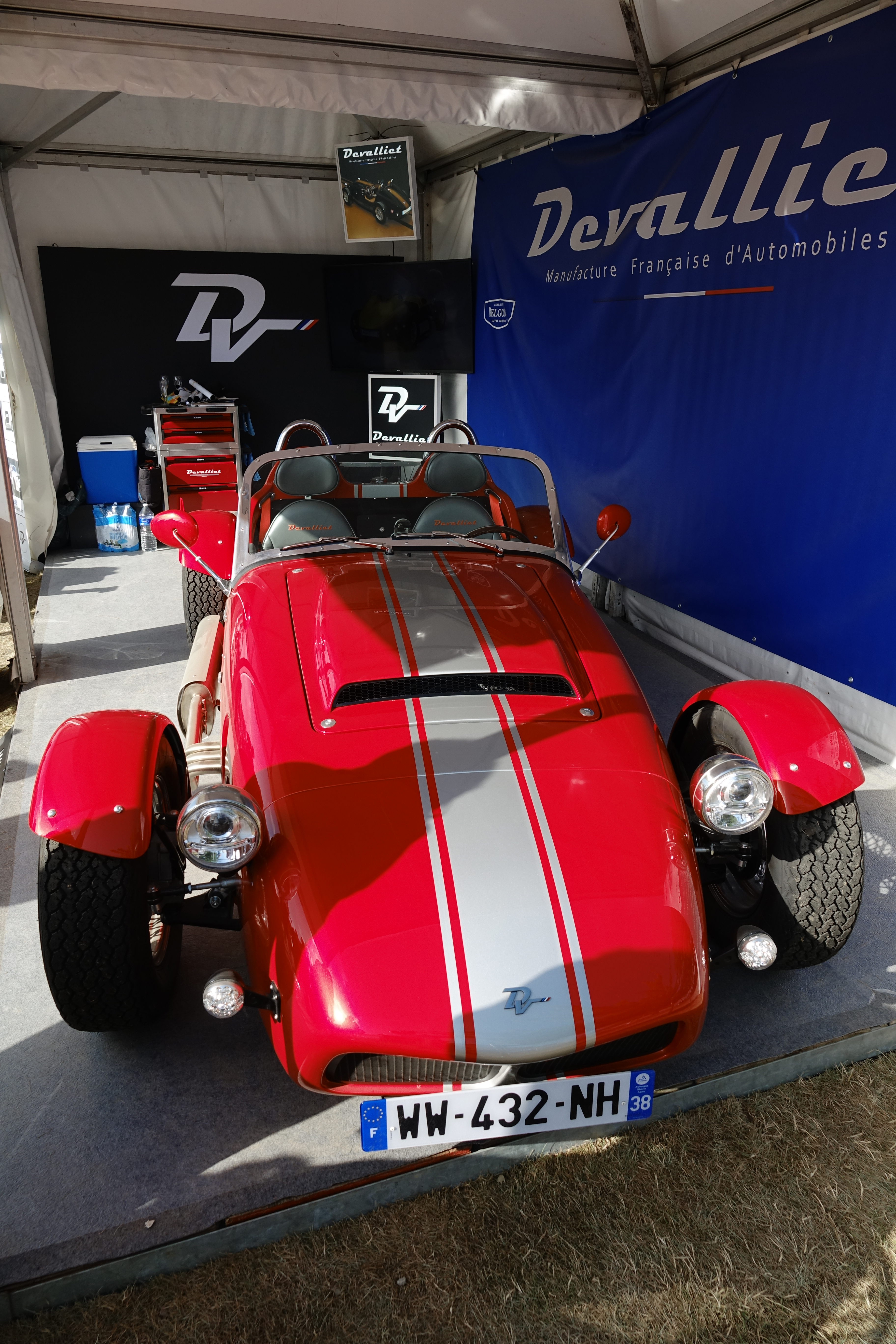